# Hotel a Halott Alpinistához
A Hotel a Halott Alpinistához (észtül: "Hukkunud Alpinisti" hotell, oroszul: Отель «У погибшего альпиниста» azaz Otel „U pogibsevo alpinyiszta”) Grigorij Kromanov 1979-ben készült sci-fi filmje, fantasztikus krimije Arkagyij és Borisz Sztrugackij Fogadó a Halott Alpinistához című regénye alapján. A színészek balti tagköztársaságokból származó művészek, többségük észt. A rendező asszisztense felesége, Irena Veisaitė volt.
Címváltozatok: a bemutató idején Hotel a halott alpinistához, néhány filmadatbázisban az angol cím nyersfordításaként: A halott alpinista szállodája. Ma néha a regény magyar címe alapján Fogadó a Halott Alpinistához címen szokták emlegetni.
A cselekmény helyszíne nem meghatározott, de a regénnyel ellentétben utalások találhatók arra, hogy valószínűleg francia nyelvterületen játszódik. Glebsky a szállóhoz menet francia nyelvű rádióműsort hallgat. A névtelen levél is francia. A helyszín tehát valószínűleg a francia vagy ahhoz közeli svájci Alpok. Kicsivel inkább utóbbi valószínűbb, mert a francia feliratokon kívül egy német nyelvű reklám részlete is feltűnik.
A külső felvételek a Tien-san hegység kazahsztáni részén, az akkori fővárostól, Alma-Atától körülbelül 25 km-re délkeletre, a Csimbulak nevű síparadicsom közelében készültek. A beltéri felvételeket a Tallini Dinamo sportegyesület új teniszcsarnoka számára épített szállodakomplexumban forgatták. A film pontosan egy év alatt, 1978. április 24. és 1979. április 23. között készült. A jelmeztervező Vjacseszlav Zaicev divattervező volt.

## Szereplők
- Peter Glebsky felügyelő – Uldis Pūcītis (Alekszandr Gyemjanyenko)
- Alex Snewahr, a szálloda tulajdonosa – Jüri Järvet (Alekszej Kozsevnyikov)
- Simon Simonet – Lembit Peterson (Oleg Boriszov)
- Hinckus – Mikk Mikiver (Jurij Szolovjov)
- Mr. Moses – Kārlis Sebris (Nyikolaj Fedorcov)
- Mrs. Moses – Irena Kriauzaitė (Zsanna Szuhopolszkaja)
- Luarvik – Sulev Luik (Borisz Arakelov)
- Olaf Andwarafors – Tiit Härm (Gennagyij Nyilov)
- Brun – Nijole Oželytė (Jelena Sztavrogina)
- Kaisa – Kaarin Raid

## A történet
Peter Glebsky rendőrfelügyelőt főnöke telefonos riasztásra kiküldi a havas hegyek között magányosan megbúvó, morbid nevű kis szállodába. Azonban ott kiderül, tévedés történt vagy rossz tréfát űzött valaki – a szállodából nem jelentettek bűncselekményt. A felügyelő a köd miatt kénytelen maradni, és megismerkedni a szálloda kicsiny, de annál vegyesebb, soknemzetiségű vendégseregével.
Glebsky kezdettől kissé furcsának találja a vendégek viselkedését, de ha már nem történt bűntény, igyekszik nem tudomást venni a furcsaságokról, és jól érezni magát, amennyire lehetséges. Ám éjszaka felgyorsulnak az események. Előbb egy névtelen levelet kap, amely szerint az egyik vendég, Hinckus valójában egy „Füles” álnevű terrorista gengszter, aki gyilkosságra készül. A keresésére indul, hogy beszéljen vele, ám szőrén-szálán eltűnt. Közben a völgybe zúduló lavina elvágja az egyetlen kivezető utat és a telefonösszeköttetést is.

Uldis Pūcītis mint Glebsky felügyelő

Az események egyre hajmeresztőbb fordulatokat vesznek. Megérkezik egy Luarvik nevű férfi, aki talán a lavinában sérült meg, vagy hűlt ki félig. És mikor kezd magához térni, kiderül, hogy az egyik vendéget, Olaf Andwaraforst keresi, akit röviddel később holtan találnak a szobájában hatalmas erővel eltört, szinte kitekert nyakkal.
A rendőrfelügyelő Hinckus, azaz „Füles” keresésére indul. A halott alpinista emlékszobájában találja az ágyhoz kötözve, és váltig állítja, hogy egy saját magához megszólalásig hasonló alak ütötte le és kötözte meg. Mások viszont azzal a képtelenséggel állnak elő, hogy a szálló lakóinak egy része földönkívüli, sőt egyesek közülük földönkívüli robotok.
Glebsky elzárja az Olaf Andwarafors szobájában talált furcsa szerkezetet. És mivel nem hajlandó visszaszolgáltatni a tárgyat, a vendégek felfedik titkukat. Moses és földönkívüli társai kapcsolatot akartak létesíteni az emberiséggel, de szerencsétlen módon terroristákkal találkoztak, akik meggyőzték őket, hogy nemes eszmékért küzdenek. Ám rövid együttműködés után a földönkívüliek rádöbbentek szörnyű tévedésükre, és elmenekültek a bűnözők elől. Útjuk ebbe az elzárt hegyi szállóba vezetett. Azonban a bűnözők a nyomukra jutottak. Olaf tehát nem halt meg, hanem csak energiára lenne szüksége a rendőr által elzárt készülékből. Ám mire sikerül megszerezniük, már késő. A terroristák helikopterrel érkeznek és rakétáikkal szabályosan lemészárolják a hegyek között űrhajójukat elérni igyekvő, két földönkívüliből és két robotból álló csoportot.

## Filmzene
A film zenéjét Sven Grünberg rögzítette a „Melodija” cég „Synthi-100” szintetizátorán.

## Díjak
- 1980 – Ezüst Aszteroid díj, Trieszt Nemzetközi Filmfesztivál (Olaszország)
- 1979 – Legjobb operatőr (Jüri Sillart), Szovjet[unió] Filmfesztivál (Shostka)
- 1980 – Legjobb operatőr (Jüri Sillart), Észt SzSzK Filmfesztivál
- 1980 – Legjobb művészeti terv (Tõnu Virve), Észt SzSzK Filmfesztivál
- 1980 – A zsűri különdíja a filmzene újszerű kifejezéséért (Sven Grünberg), Észt SzSzK Filmfesztivál[6]

## Fordítás
- Ez a szócikk részben vagy egészben  a(z)   "Hukkunud Alpinisti" hotell (film) című észt Wikipédia-szócikk ezen változatának fordításán alapul.  Az eredeti cikk szerkesztőit annak laptörténete sorolja fel. Ez a jelzés csupán a megfogalmazás eredetét és a szerzői jogokat jelzi, nem szolgál a cikkben szereplő információk forrásmegjelöléseként.